# Akimerus
Akimerus is een kevergeslacht uit de familie van de boktorren (Cerambycidae). De wetenschappelijke naam van het geslacht werd voor het eerst geldig gepubliceerd in 1835 door Audinet-Serville.

## Soorten
Akimerus omvat de volgende soorten:
- Akimerus berchmansi Breit, 1915
- Akimerus schaefferi (Laicharting, 1784)